# Roger de Gràcia i Clotet
Roger de Gràcia i Clotet (Barcelona, 1 d'abril de 1975) és un periodista i actor català. És llicenciat en Comunicació Audiovisual per la Universitat Autònoma de Barcelona. Ha destacat com a presentador del programa de Televisió de Catalunya Caçadors de paraules i Batalla Monumental.
Ha treballat a Catalunya Ràdio, Ràdio Barcelona, RAC 1 (al programa Minoria absoluta i a La segona hora) i a Ràdio Corbera, on tenia el seu propi programa de música, El metrònom. A TVC ha col·laborat a La columna, de Júlia Otero, i al programa de sàtira política Polònia on interpretava el paper del Mindundi. El Mindundi feia el paper d'ajudant del cuiner Ferran Adrià durant la 2a temporada del programa Polònia, fins que el 2007 va ser relegat per Carme Ruscalleda, apareixent tan sols en ocasions puntuals.
També ha presentat el concurs Bocamoll i els programes OIK mentns? (2009), No me les puc treure del cap (2010–2012) i La meva (2013), on recorria els 30 anys d'història de la televisió pública. El 2014 va presentar la Marató de TV3 contra les malalties neurodegeneratives, amb Núria Solé. El 2017 també va presentar El Sopar de TVC.
Des del setembre de 2016 fins a l'estiu de 2021 va ser el director i presentador del magazín de la tarda Estat de Gràcia a Catalunya Ràdio, que s'emetia de dilluns a divendres de 4 a 7 de la tarda.

## Obra publicada
- 2004: Maleïts amics, Ara Llibres ISBN 8496201236
- 2007: Caçadors de paraules, Ara Llibres / Televisió de Catalunya, ISBN 9788496201989
- 2007: Més caçadors de paraules, Ara Llibres / Televisió de Catalunya, ISBN 9788492406296
- 2008: Caçaires de paraules, Pagès Editors, ISBN 9788497797214
- 2016: 60 dies a Cuba, Ara Llibres, ISBN 9788415645849
- 2019: Guia sentimental de Barcelona, Pòrtic, ISBN 9788498094480
- 2023: Digue'm boig, Columna edicions, ISBN 978-84-664-3079-1